# 现代保守主义
现代保守主义主张自由市场仍是最好的路径，政府的干预无论在哪里都会把事情弄糟，它继承了古典保守主义对传统的关注，特别是宗教信仰。所以，现代保守主义者是斯密经济学思想和伯克传统观念的混合体。现代保守主义的代表人物是弗里德曼。